# Леобенский договор
Леобенский прелиминарный (предварительный) договор — предварительный мирный договор, заключенный в замке Эггенвальд, близ Леобена, 18 апреля 1797 года (29 жерминаля V года Республики по французскому революционному календарю) между генералом Бонапартом от имени Французской республики и генералом графом Мерфельдом и маркизом Галло — со стороны Австрии. Ратификационные грамоты были обменены в Монтебелло 24 мая, и договор немедленно вступил в силу. 

## Предыстория
В результате побед в Итальянской кампании Бонапарта французские войска вступили на территорию противника, и 30 марта Бонапарт разместил свою штаб-квартиру в Клагенфурте, а оттуда 31 марта направил письмо австрийскому главнокомандующему эрцгерцогу Карлу с просьбой о перемирии. Не получив ответа, к вечеру 7 апреля французы продвинулись до Юденбурга. Той же ночью Карл предложил перемирие на пять дней и направил в качестве парламентеров начальника штаба австрийской армии генерал-лейтенанта Бельгарда и несколько других генералов. Следствием переговоров было заключение условий о прекращении военных действий на 5 дней и о занятии войсками Бонапарта всей страны до горного хребта Земмеринг. 9 апреля главная квартира Бонапарта была переведена в Леобен. 13 апреля Мервельдт отправился во французский штаб в Леобене. Он просил продлить перемирие, чтобы можно было подписать предварительный мир, что было удовлетворено, и были составлены три предложения.

## Договор
18 апреля были подписаны прелиминарные условия мирного договора между Австрией и Французской республикой. Договор содержал девять публичных статей и одиннадцать секретных. Император уступал в пользу французов все свои владения в Нидерландах, Рейн признан границей Франции, а Олио — границей владений австрийского дома с Цизальпинской республикой, составленной из Ломбардии, Модены, Бергамской и Кремонской областей. Венецианская республика, взамен Иллирийских провинций, должна была получить Романию, Феррару и Болонью. Вся Савойя и графство Ницское признаны были принадлежащими Франции. Леобенский договор был весьма выгоден для французов. За исключением личных потерь правящих Габсбургов, договор сохранил целостность Священной Римской империи. Дальнейшие переговоры продолжались полгода и окончились подписанием 18 октября Кампо-Формийскийского мирного договора.